# Махди Амель
Махди Амель (араб. مهدي عامل‎, настоящее имя — Хасан Абдулла Хамдан, حسن عبد الله حمدان‎; 1936, Великий Ливан — 18 мая 1987) — ливанский философ-марксист и поэт. Член ЦК и видный теоретик Ливанской коммунистической партии, выдвинул концепцию «колониального способа производства».

## Биография
Махди Амель родился в 1936 году на юге Ливана. Окончил аспирантуру по философии в 1967 году во Франции. Его работы были распространены в арабском мире и переиздавались несколько раз.
Махди Амель являлся активным членом Ливанской коммунистической партии (КПЛ), в которую он вступил в 1960 году. В 1987 год он был избран членом Центрального Комитета КПЛ.
Амель погиб в мае 1987 года в результате покушения на его жизнь, совершенного религиозно-конфессиональными силами, выступавшими в союзе с националистическими силами, действовавшими в Ливане и стремившимися тогда остановить процесс преобразования политической конфессиональной системы в стране и вытеснить ливанскую компартию из движения сопротивления против израильской оккупации.